# Альпийские стрелки

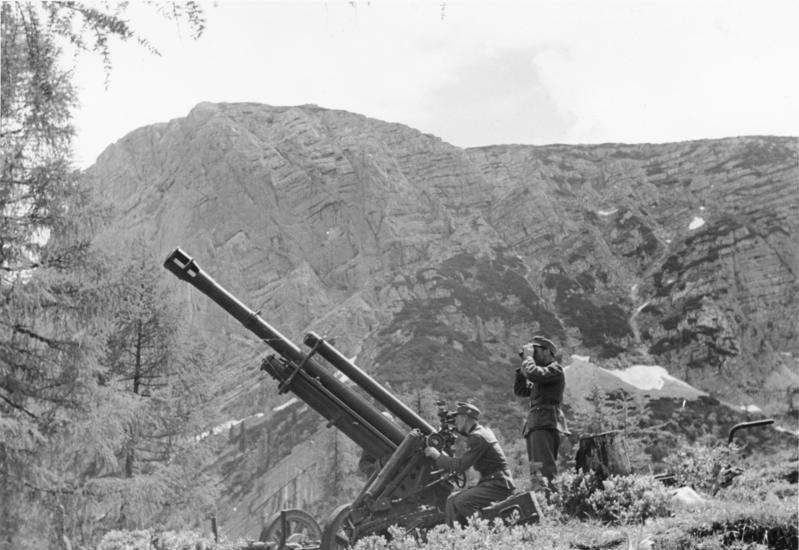
Немецкие альпийские стрелки (егеря) с горной гаубицей в горах Дахштайна (Австрия), 1941 год.

Альпи́йские стрелки́ — обобщающее название военнослужащих (стрелков), из Альп, и воинские части (соединения) в итальянской, французской, а в период, ограниченный началом первой и концом второй мировых войн, и немецкой армиях, предназначенные для ведения боевых действий в горной местности. 
Альпийские стрелки традиционно комплектуются жителями Альп (горных районов), и снабжаются специальным снаряжением и вооружением. В 1860 году «Альпийские» и «Апенинские» стрелки составили сардинскую бригаду. В других источниках указано что специальные войска, предназначенные для действий в горах во Франции и Италии, на начало XX столетия назывались Альпийские егеря.

## Итальянские альпийские стрелки
Альпийские стрелки Италии появились раньше всех горных стрелков в мире — в 1872 году.
Во время Первой мировой войны было сформировано 80 батальонов, для ведения круглогодичных боевых действий в Альпах. После войны большая часть была расформирована.
Во время Второй мировой войны на Восточном фронте действовали три итальянские альпийские дивизии. Дивизии были направлены немецким командованием на фронт под Сталинградом. В условиях открытой степи, не имея достаточных противотанковых средств, дивизии понесли высокие потери от действий советских танков (См. Острогожско-Россошанская операция). В 1968 году в составе сухопутных войск Италии имелось две горно-пехотные дивизии, пять отдельных альпийских бригад и несколько альпийских батальонов (групп).

## Французские альпийские шассёры
Инициатором образования французской альпийской армии стал в XVIII веке капитан Бервин, который, будучи послан против австро-сардинской армии герцога Савойского, угрожавшей Франции своим вторжением, набрал в Альпах армию великолепных солдат, из которых и были сформированы первые части, специально предназначенные для горной войны. Эти горные войска были предшественниками Альпийских стрелков (егерей), организованных в 1793 году декретом конвента по требованию Келлермана. Однако, несмотря на то, что с тех пор эти войска, под тем или другим названием, постоянно существовали во Франции, настоящих горных частей, специально обученных действиям в горах, во французской армии так и не появилось. Лишь в 1873 году один из альпийских депутатов потребовал от палаты организации таких частей для защиты юго-восточной границы страны, но эта идея начала осуществляться лишь в 1878 году и то по частной инициативе подполковника Зэдэ, командовавшего тогда в Бриансоне несколькими отдельными батальонами. В виду успехов, достигнутых Зэдэ при действиях в горах в период с 1881 года по 1885 год, опыт повторился, но в больших размерах, а именно 13 и 14 егерские батальоны XIV армейского корпуса и 7-й и 24-й — XV корпуса ежегодно маневрировали в Альпах Дофине и Прованса, причём каждым двум батальонам было придано по одной батарее. Дальнейшее развитие эти войска получили во время управления ими военного губернатора Лиона барона Берга, добившегося существенного увеличения численного состава альпийских войск.
Во Франции в 1968 году насчитывалось несколько отдельных альпийских частей. По состоянию на 2016 год, несколько батальонов альпийских шассёров сосредоточены в 27-й горнопехотной бригаде.

## Немецкие альпийские стрелки
В Германской империи альпийские части были созданы в 1915 году для помощи войскам Австро-Венгрии. Горнопехотные части вооружённых сил нацистской Германии (вермахт) принимали участие в боевых действиях на Кавказе во время Великой Отечественной войны (см. 1-я горнопехотная дивизия).
Кроме того, массово горнопехотные подразделения участвовали в операциях в Норвегии и советском Заполярье.